# بطولة الديفاز دبليو دبليو إي
بطولة دبليو دبليو إي ديفاز (بالعربية: بطولة دبليو إي دبليو إي مغنيات) هي حزام بطولة خاص بمصارعة المحترفين تملكه منظمة دبليو دبليو إي. والحزام خاص بمصارعات دبليو دبليو إي الإناث. صنعت البطولة عام 2008 وقدمت من قبل مدير عام سماكداون فيكي غيريرو كبطولة منافسة لبطولة دبليو دبليو إي النسائية التي كانت خاصة براو. أصبحت ميشيل مكول أولى بطلات هذه البطولة حين فازت على ناتاليا في حدث ذا غريت أميركان باش الذي أقيم في 20 يوليو، 2008. وبعد أن انتقلت حاملة اللقب ماريس إلى راو في انتقالات 2009، أخذت معها البطولة إلى راو. ميشيل مكول فازت في مباراة لتوحيد بطولة الديفاز وبطولة النساء في حدث ليلة الأبطال (2010) الذي أقيم في 19 سبتمبر، 2010، وصنعت بذلك بطولة يونيفايد ديفاز (بالعربية: بطولة المغنيات الموحدة). يتم التنافس على البطولة في مباريات مصارعة مكتوبة مسبقا.

## التاريخ
عندما انقسمت منظمة دبليو دبليو إي إلى قسمين راو وسماكداون! عام 2002، كانت بطولة دبليو دبليو إف النسائية تظهر في كلا القسمين. إلا أنها أصبحت لاحقًا تظهر فقط في راو. كنتيجة لذلك، أصبح قسم سماكداون! بدون بطولة نسائية. أثناء ذلك، حاولت مصارعات من قسم سماكداون! مثل توري ويلسون، وميلينا، وآشلي، ونيديا أن يفوزن بها إلا أنهن لم ينجحن.
نتيجة لذلك، أعلنت فيكي غيريرو مدير عام سماكداون صناعة بطولة الديفاز في 6 يونيو، 2008 في حلقة ليلة الجمعة سماكداون. ظهر تصميم الحزام لأول مرة في حلقة سماكداون التي جرت في 4 يوليو، 2008.أصبحت ميشيل مكول أولى بطلات هذه البطولة حين فازت على ناتاليا في حدث ذا غريت أميركان باش الذي أقيم في 20 يوليو، 2008. وعندما فازت ماريس بالبطولة من مكول في ديسمبر 2008، خلعت رضفة ركبتها أثناء حدث حي غير أن منظمة دبليو دبليو إي أبقت البطولة معها حتى عودتها في يناير 2009 في حالة مشابهة لحالة تريش ستراتس التي أصيبت بانزلاق غضروفي حين كانت بطلة البطولة النسائية عام 2005. وبسبب انتقالات 2009، انتقلت ماريس من سماكداون إلى راو وانتقلت معها البطولة أيضًا التي أصبحت بطولة خاصة في راو. أعلن على حلقة راو التي جرت في 30 أغسطس، 2010 أن بطولة الديفاز سيتم توحيدها مع بطولة النساء في مباراة تجري في حدث ليلة الابطال. ومع ذلك، فإن البطولة (التي عرفت لفترة وجيزة باسم: بطولة دبليو دبليو إي يونيفايد ديفاز) أصبحت تظهر في جميع برامج دبليو دبليو إي ولم تعد حصرًا لراو.

## العهود
أولى بطلات هذه البطولة هي ميشيل مكول البطولة حين فازت على ناتاليا في حدث ذا غريت أميركان باش الذي أقيم في 20 يوليو، 2008 في ونيوندالي، نيويورك. ماريس كانت أول كندية تفوز ببطولة الديفاز. وهي حاصلة أيضًا على الرقم القياسي لأطول فترة احتفاظ بها في 216 يومًا. وهي أيضًا أولى المصارعات اللاتي يفوزن بالبطولة عدة مرات. جيليان كانت أقصر بطلة حيث حملت البطولة لمدة أربع دقائق وثلاثون ثانية. ميلينا كانت أول لاتينية أمريكية تفوز ببطولة الديفاز. أليشا فوكس كانت أول أميركية إفريقية تفوز ببطولة الديفاز. أكثر مُصَارِعة في عدد الفوز بالبطولة إيف توريس. البطلة الاخيرة هي شارلوت فلير

## وصلات خارجية
- تاريخ بطولة دبليو دبليو إي ديفاز الرسمي